# Giro dell'Emilia 1985
Il Giro dell'Emilia 1985, sessantottesima edizione della corsa, si svolse il 4 ottobre 1985 su un percorso di 235 km. La vittoria fu appannaggio del porteghese Acácio da Silva, che completò il percorso in 5h28'00", precedendo l'italiano Claudio Corti e lo spagnolo Marino Lejarreta.

## Ordine d'arrivo (Top 10)
| Pos. | Corridore         | Squadra             | Tempo    |
| ---- | ----------------- | ------------------- | -------- |
| 1    | Acácio da Silva   | Malvor-Bottecchia   | 5h28'00" |
| 2    | Claudio Corti     | Sup. Brianzoli      | s.t.     |
| 3    | Marino Lejarreta  | Alpilatte-Olmo      | s.t.     |
| 4    | Leo Schönenberger | Dromedario          | a 1'26"  |
| 5    | Francesco Moser   | Gis Gelati          | s.t.     |
| 6    | Bruno Leali       | Carrera-Inoxpran    | s.t.     |
| 7    | Marino Amadori    | Alpilatte-Olmo      | s.t.     |
| 8    | Davide Cassani    | Santini-Krups-Conti | s.t.     |
| 9    | Claudio Savini    | Vini Ricordi        | s.t.     |
| 10   | Giuseppe Saronni  | Del Tongo-Colnago   | a 3'20"  |